# Hockeria zhaoi
Hockeria zhaoi är en stekelart som beskrevs av Liu 1997. Hockeria zhaoi ingår i släktet Hockeria och familjen bredlårsteklar. Inga underarter finns listade i Catalogue of Life.